# سوراخ‌کاری کریستینا

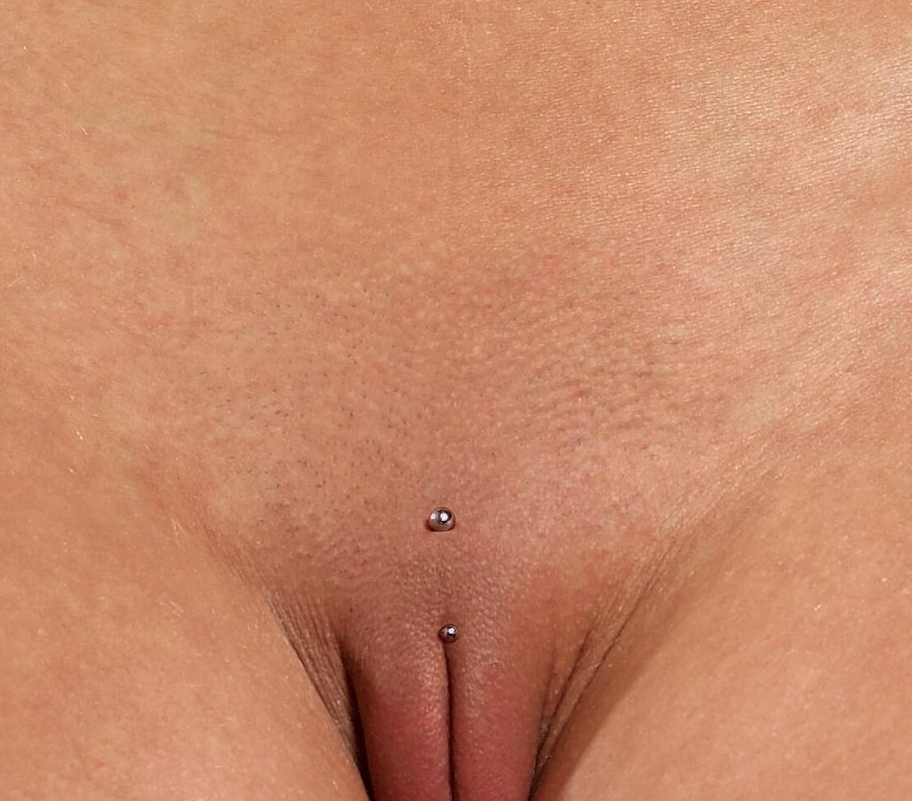
سوراخ‌کاری کریستینا

سوراخ‌کاری کریستینا (انگلیسی: Christina piercing) یا سوراخ کاری وِنوس نوعی سوراخ‌کاری تناسلی است که در بانوان و در قسمت لبه بیرونی واژن تا تپه ونوس ایجاد میشود. سوراخ‌کاری کریستینا از نوع سوراخ‌کاری نمایان است.